# Isoperla orata
Isoperla orata är en bäcksländeart som beskrevs av Theodore Henry Frison 1942. Isoperla orata ingår i släktet Isoperla och familjen rovbäcksländor. Inga underarter finns listade i Catalogue of Life.